# 팔라스 (티탄)
팔라스(고대 그리스어: Πάλλας Pallas[*])는 그리스 신화의 티탄 크리오스와 에우리비아의 아들이며, 스틱스의 남편이다. 유명한 후손으로는 니케, 젤로스, 크라토스, 비아이다.

## 같이 보기
- 아레스
- 에뉘오
- 에리스 (신화)